# Lekkoatletyka na Światowych Wojskowych Igrzyskach Sportowych 2019 – sztafeta 4 × 400 m mężczyzn
Sztafeta 4 × 400 metrów mężczyzn – jedna z konkurencji lekkoatletycznych, zespołowych rozegranych w dniach 25 - 26 października 2019 roku podczas 7. Światowych Wojskowych Igrzyskach Sportowych na kompleksie sportowym WH FRSC Stadium w Wuhanie. Polska sztafeta zdobyła srebrny medal igrzysk wojskowych.

## Terminarz
| Data                      | Godzina (UTC+08:00) | Wydarzenie             |
| ------------------------- | ------------------- | ---------------------- |
| 25 października 2019(dts) | 20:55               | Eliminacje – bieg nr 1 |
| 25 października 2019(dts) | 21:05               | Eliminacje – bieg nr 2 |
| 26 października 2019(dts) | 20:05               | Finał                  |

## Rekordy
Tabela prezentuje rekord świata, a także rekord Igrzysk wojskowych (CSIM) przed rozpoczęciem mistrzostw.
|                                   | Zawodnik                                                                           | Wynik   | Miejsce   | Data                  |
| --------------------------------- | ---------------------------------------------------------------------------------- | ------- | --------- | --------------------- |
| Rekord świata                     | Stany Zjednoczone · (Andrew Valmon, Quincy Watts, Butch Reynolds, Michael Johnson) | 2:54,29 | Stuttgart | 22 sierpnia 1993(dts) |
| Rekord Igrzyska wojskowych (CSIM) | Polska · (Marcin Jędrusiński, Piotr Rysiukiewicz, Jacek Bocian, Robert Maćkowiak)  | 3:02,78 | Zagrzeb   | 16 sierpnia 1999(dts) |

## Uczestnicy
Jedno państwo mogło zgłosić maksymalnie do sztafety sześć zawodników. Do zawodów zgłoszonych zostało 66 zawodników reprezentujących 13 kraje, sklasyfikowanych zostało 11 sztafet, nie przystąpiły do rundy kwalifikacyjnej zawodnicy Dominikany oraz Tajlandii. Złoty medal zdobyli zawodnicy  Bahrajnu, srebrny Polski, a brązowy Algierii. W finale nie wystartowała sztafeta Arabii Saudyjskiej.

## Medaliści
| Złoto                                                                  | Srebro                                                                          | Brąz                                                                                |
| Bahrajn · Musa Isah · Saad Mubarak · Salem Eid Yaqoob · Abbas Abu Bakr | Polska · Łukasz Krawczuk · Jakub Krzewina · Przemysław Waściński · Patryk Dobek | Algieria · Slimane Moula · Yassine Hethat · Mohamed Belbachir · Abdelmalik Lahoulou |

## Wyniki

### Kwalifikacje
Awans do finału: trzy najlepsze drużyny z każdego biegu (Q) oraz 2 z najlepszymi czasami wśród przegranych (q).
| Pozycja | Bieg | Państwo          | Zawodnicy                                                                                               | Czas    | Uwagi |
| ------- | ---- | ---------------- | --- | ------- | ----- |
| 1       | 2    | Bahrajn          | Musa Isah, Saad Mubarak, Salem Eid Yaqoob, Abbas Abu Bakr                                               | 3:09,62 | Q     |
| 2       | 2    | Polska           | Łukasz Krawczuk, Jakub Krzewina, Przemysław Waściński, Patryk Dobek                                     | 3:10,33 | Q     |
| 3       | 2    | Algieria         | Slimane Moula, Yassine Hethat, Mohamed Belbachir, Abdelmalik Lahoulou                                   | 3:10.96 | Q     |
| 4       | 2    | Brazylia         | Artur Terezan, Alexander Russo, Aldemir Junior, Lucas Carvalho                                          | 3:11.01 | q     |
| 5       | 2    | Oman             | Youssef Thani al-Omrani, Othman al-Busaidi, Hatem al-Badri, Wail al-Shandoudi                           | 3:11.23 | q     |
| 6       | 1    | Korea Południowa | Lee Jae-ha, Choi Dong-baek, Park Seong-soo, Park Tae-geon                                               | 3:13,11 | Q     |
| 7       | 1    | Indie            | Kunhu Muhammed, Santhosh Kumar Tamilarasan, Jabir Madari Pillyali, Muhammed Anas                        | 3:13.17 | Q     |
| 8       | 2    | Szwajcaria       | Luca Francesco Flueck, Silvan Lutz, Sylvain Chuard, Charles Leonard Devantay                            | 3:13.33 |       |
| 9       | 1    | Arabia Saudyjska | Abdullah Rizqallah Mulahyi, Fahhad Mohammed al-Subaie, Meshal Yahya Mahutan, Mazen al-Yasen             | 3:18,68 | Q     |
| 10      | 1    | Kolumbia         | Edinson Andres Becerra Trespalacios, Yeferson Valencia Carmona, Jose Guzman Guerra, Carlos Lemos Romana | 3:23,28 |       |
| 11      | 1    | Wenezuela        | Alfonso Estrano, Wilfredo Boada, Villaroel Jairyson, Ruben Breto                                        | 3:25.07 |       |
| -       | 1    | Dominikana       | | DNS     |       |
| -       | 1    | Tajlandia        | | DNS     |       |

### Finał
| Pozycja | Tor | Państwo          | Zawodnicy                                                                                   | Czas    | Uwagi |
| ------- | --- | ---------------- | ------------------------------------------------------------------------------------------- | ------- | ----- |
| 01 !    | 7   | Bahrajn          | Musa Isah, Saad Mubarak, Salem Eid Yaqoob, Abbas Abu Bakr                                   | 3:06,20 |       |
| 02 !    | 6   | Polska           | Łukasz Krawczuk, Jakub Krzewina, Przemysław Waściński, Patryk Dobek                         | 3:06,36 |       |
| 03 !    | 9   | Algieria         | Slimane Moula, Yassine Hethat, Mohamed Belbachir, Abdelmalik Lahoulou                       | 3:06,67 |       |
| 4       | 5   | Indie            | Kunhu Muhammed, Santhosh Kumar Tamilarasan, Jabir Madari Pillyali, Muhammed Anas            | 3:06,81 |       |
| 5       | 2   | Brazylia         | Artur Terezan, Alexander Russo, Aldemir Junior, Lucas Carvalho                              | 3:06,82 |       |
| 6       | 4   | Korea Południowa | Lee Jae-ha, Choi Dong-baek, Park Seong-soo, Park Tae-geon                                   | 3:09,06 |       |
| 7       | 3   | Oman             | Youssef Thani al-Omrani, Othman al-Busaidi, Hatem al-Badri, Wail al-Shandoudi               | 3:10,52 |       |
| -       | 8   | Arabia Saudyjska | Abdullah Rizqallah Mulahyi, Fahhad Mohammed al-Subaie, Meshal Yahya Mahutan, Mazen al-Yasen | DNS     |       |

Źródło: Wuhan